# 2003年札幌市長選挙
2003年札幌市長選挙（2003ねんさっぽろしちょうせんきょ）は、北海道の道庁所在地でかつ政令指定都市でもある札幌市の市長を選出するために行われた選挙である。第15回統一地方選挙前半戦投票日である2003年4月13日に投票が行われたが、当選に必要な法定得票を得た候補者がいなかったため、6月8日に再選挙が行われた。本稿では4月と6月の選挙をまとめて取り上げる。

## 概要
札幌市長の任期4年が満了したことに伴って行われた選挙である。札幌市長選挙は1983年の選挙で日本社会党（以下、社会党）が候補者擁立を見送って以降、日本共産党（以下、共産党）を除く与野党相乗り体制が続いてきた。しかし、今回は現職の桂信雄市長が不出馬を表明、後継候補指名を行わなかったため、これまで相乗りを続けてきた自由民主党（以下、自民党）と民主党がそれぞれ独自候補を擁立、また「無党派」を標榜する候補者も相次いで立候補したため、過去最高の7名が立候補した。4月の選挙では票が分散し、法定得票を得た候補者がおらず、2ヶ月後の6月に再選挙が行われた。再選挙の結果、4月選挙において最多得票を得た上田文雄が当選を果たした。

## 4月選挙

### 基礎データ
桂市長の不出馬によって、これまで続いてきた自民党と民主党（その前身となる社会党も含めて）それに公明党による相乗り体制が崩壊し、自民党と民主党がそれぞれ独自候補を擁立した。そこに無党派候補も複数立候補したことで、混戦模様となった。
- 選挙事由：任期満了
- 告示日：
- 投票日：2003年4月13日
- 有権者数：1,473,297名
- 候補者：7名

| 候補者名 | 年齢 | 党派   | 新旧 | 推薦・支持党派                 | 経歴など                                         |
| -------- | ---- | ------ | ---- | ------------------------------ | ------------------------------------------------ |
| 上田文雄 | 54   | 無所属 | 新人 | 民主党・市民ネットワーク北海道 | 弁護士                                           |
| 秋山孝二 | 52   | 無所属 | 新人 |                                | 秋山記念生命科学振興財団理事長、秋山愛生舘元社長 |
| 山口たか | 53   | 無所属 | 新人 |                                | 元・札幌市議会議員                               |
| 道見重信 | 57   | 無所属 | 新人 | 自民党・保守新党               | 元・札幌市議会議員                               |
| 坪井善明 | 54   | 無所属 | 新人 |                                | 早稲田大学政治経済学部教授                       |
| 中尾則幸 | 56   | 無所属 | 新人 |                                | 元・参議院議員、北海道メディアサポート社長       |
| 佐藤宏和 | 50   | 無所属 | 新人 | 共産党                         | 団体役員                                         |
出典：平成15年4月13日執行 札幌市長選挙 登録者数・有権者数（札幌市選挙管理委員会）2011年11月19日閲覧

### 選挙結果
選挙の結果、民主党と市民ネットワーク北海道（以下、市民ネット）が推薦する上田文雄が17万票以上の得票を得て一位になった。しかし、当選に必要な法定得票（有効得票の25％）ラインに達しなかったため、再選挙が行われることになった。
- 投票率：57.32％（投票者数844,469名）前回投票率59.58％

| 候補者   | 党派     | 新旧     | 得票数  | 得票率 | 推薦・支持党派     |
| -------- | -------- | -------- | ------- | ------ | ------------------ |
| 上田文雄 | 無所属   | 新人     | 172,512 | 21.7   | 民主党・市民ネット |
| 中尾則幸 | 無所属   | 新人     | 168,474 | 21.2   |                    |
| 道見重信 | 無所属   | 新人     | 159,787 | 20.1   | 自民党・保守新党   |
| 秋山孝司 | 無所属   | 新人     | 97,327  | 12.2   |                    |
| 坪井善明 | 無所属   | 新人     | 76,405  | 9.6    |                    |
| 山口たか | 無所属   | 新人     | 67,785  | 8.5    |                    |
| 佐藤宏和 | 無所属   | 新人     | 54,126  | 6.8    | 共産党             |
| 有効得票 | 有効得票 | 有効得票 | 796,416 |        |                    |
| 無効票   | 無効票   | 無効票   | 47,973  |        |                    |
| 投票総数 | 投票総数 | 投票総数 | 844,389 |        |                    |
出典：“平成15年4月13日執行　札幌市長選挙　投票確定（全市）”、“平成15年4月13日執行　札幌市長選挙　開票結果”.札幌市選挙管理委員会（2011年11月19日閲覧）
注：当選に必要な法定得票は19万9104票
得票でトップになった上田は、労働組合の弱体と民主支持層が中尾など他候補に分散した影響で支持を拡大できなかった。2位の中尾は、前回1999年選挙に引き続いて立候補で知名度はあったが、無党派候補が乱立した影響で伸び悩んだ。そして3位の道見は自民党市議や道議と連携した選挙戦を展開し組織固めを図ったが、幅広い支持を集めることが出来なかった。無党派候補の秋山は陣営が自民党に支持を求めるなどわかりにくさが目立ったこと、坪井は知名度不足が、山口は市議時代に所属していた市民ネットが上田の推薦に回るなど支持が広がらなかった。共産党推薦の佐藤は、候補乱立のあおりを受け、前回選挙における党推薦候補の得票を下回った。
無効票と持ち帰りの合計は約4万8千票に達し、前回選挙に比べ3万票近くも増加する結果となった。有権者が投票する候補を最後まで絞りきれなかったことを裏付ける結果となった。
札幌市選挙管理委員会はこの結果を受け、投開票日の翌15日に「当選人なし」を告示、30日までに異議申し立てが行われなかったため、5月1日に市長再選挙の日程を5月25日告示、6月8日を投票日と決定した。投票日が選挙期日臨時特例法の期間内 である6月8日となったことで、次回選挙も統一地方選挙の日程で行われることとなった。

## 6月再選挙
4月の市長選挙で当選に必要な法定得票25％を得た候補がいなかったため、行われた。　

### 基礎データ
4月選挙に出馬した候補者7名のうち、上田と中尾が再出馬、他の5名は立候補を断念した。道見を推薦した自民党は2000年総選挙で落選した前衆議院議員の石崎岳を擁立、共産党は佐藤に代わって道委員会副委員長の青山慶二を公認候補として擁立した。
- 告示日：2003年5月25日
- 投票日：2003年6月8日
- 有権者数：1,473,833名
- 候補者数：4名

| 候補者名 | 年齢 | 党派   | 新旧 | 推薦・支持党派                                | 経歴など                    |
| -------- | ---- | ------ | ---- | --------------------------------------------- | --------------------------- |
| 青山慶二 | 48   | 共産党 | 新人 |                                               | 政党役員                    |
| 中尾則幸 | 56   | 無所属 | 新人 |                                               | 元・参議院議員              |
| 上田文雄 | 54   | 無所属 | 新人 | - （推薦）市民ネット - （支持）民主党・社民党 | 弁護士                      |
| 石崎岳   | 47   | 無所属 | 新人 | - （推薦）自民党・保守新党 - （支持）公明党   | 前衆議院議員（北海道第3区） |

### 共産党候補の選挙戦撤退
選挙運動期間中の5月30日、共産党北海道委員会は再選挙において党公認候補として立候補していた青山慶二の選挙運動中止と再選挙については自主投票の方針を明らかにした。これにより、再選挙の立候補者は事実上、中尾と上田、石崎の3候補による争いとなった。

### 再選挙結果
再選挙の結果、4月選挙で1位となった上田が、石崎と中尾を破って初当選した。上田の当選で44年ぶりにこれまでの市役所OB出身者から民間人出身者が市長となった。投票率は投票日がYOSAKOIソーラン祭りの最終日に重なったことも影響し、4月選挙を10％以上も下回って過去最低となった。
- 投票率：46.38％（投票者数683,559名）4月選挙の投票率57.32％

| 当落     | 候補者   | 党派     | 新旧     | 得票数  | 得票率 | 推薦・支持党派                                |
| -------- | -------- | -------- | -------- | ------- | ------ | --------------------------------------------- |
| 当選     | 上田文雄 | 無所属   | 新人     | 282,170 | 41.67% | - （推薦）市民ネット - （支持）民主党・社民党 |
|          | 石崎岳   | 無所属   | 新人     | 256,173 | 37.83% | - （推薦）自民党・保守新党 - （支持）公明党   |
|          | 中尾則幸 | 無所属   | 新人     | 126,488 | 18.68% |                                               |
|          | 青山慶二 | 共産党   | 新人     | 12,315  | 1.82%  |                                               |
| 有効得票 | 有効得票 | 有効得票 | 有効得票 | 677,146 |        |                                               |
| 無効票   | 無効票   | 無効票   | 無効票   | 6,381   |        |                                               |
| 投票総数 | 投票総数 | 投票総数 | 投票総数 | 683,527 |        |                                               |

出典：“平成15年6月8日執行　札幌市長再選挙　投票確定（全市）”、平成15年6月8日執行　札幌市長再選挙　開票結果（全市）.札幌市選挙管理委員会。2011年11月19日閲覧。
当選した上田は、労組からの支援に加え非営利団体（NPO）など市民運動グループが草の根運動を展開し、無党派層にも支持を広げたこと、選挙最終盤では4月選挙で自民党推薦で立候補した道見ら3候補の支持も得たことが功を奏した。一方、石崎は自民党や公明党の支持母体である創価学会の支援など組織固めを図ったものの、候補者を強引に差し替えたことに対する反発が強く、無党派層に支持が広がらなかった。無党派を掲げて再度立候補した中尾は前回立候補した無党派候補の大半が上田支持に回り、支持に広がりを欠いた。
北海道新聞社が行った出口調査による政党支持別でみた場合、上田は無党派層の5割近く、民主支持層の8割弱、選挙運動を中止し自主投票となった共産支持層の4割以上を獲得した。一方、石崎は自民支持層の75％近く、公明支持層の85％余を獲得したが、無党派層では24％程度に留まった。無党派層における中尾の支持は26％程度に留まった。